# Уилтон (Северная Дакота)
Уилтон (англ. Wilton) — город в округах Берли и Мак-Лейн штата Северная Дакота. Население по переписи 2010 года составляло 711 жителей.. Город был основан в 1899 году. Уилтон был назван в честь одноимённого города в штате Мэн. В городе проживает большая диаспора украинцев.